# DDR-Fußball-Bezirksliga 1964/65
Die DDR-Bezirksliga wurde mit der Saison 1964/65 zum 13. Mal ausgetragen und war die höchste Spielklasse eines Bezirks sowie die dritthöchste im Ligasystem auf dem Gebiet des DFV.
Der Spielbetrieb der 15 Bezirksligen wurde vom jeweiligen Bezirksfachausschuss (BFA) durchgeführt, die in zwölf eingleisigen und drei zweigleisigen Ligen die Bezirksmeister ermittelten.
Nach dieser Spielzeit gab es wie im Vorjahr keine direkten Aufsteiger in die übergeordnete DDR-Liga. Die Bezirksmeister qualifizierten sich für die Aufstiegsrunde zur DDR-Liga, in der dann in drei Gruppen zu je fünf Mannschaften die sechs Aufsteiger ermittelt wurden. Den Aufstieg schafften aus der Gruppe A Aktivist Schwarze Pumpe und Motor Köpenick, aus der Gruppe B Motor Hennigsdorf und Chemie Buna Schkopau sowie aus der Gruppe C die ASG Vorwärts Meiningen und Motor Görlitz.
Die Betriebssportgemeinschaft (BSG) Motor Eberswalde beendete zum siebten Mal als Sieger ihre Bezirksliga, was der BSG Motor Hennigsdorf zum sechsten Mal gelang. Neben Eberswalde und Hennigsdorf konnte die BSG Chemie Buna Schkopau ihren Bezirksmeistertitel aus dem Vorjahr erfolgreich verteidigen.

## Bezirksmeister
| Bezirk           | Mannschaft                  |
| ---------------- | --------------------------- |
| Rostock          | BSG Motor Wolgast           |
| Schwerin         | BSG Lokomotive Wittenberge  |
| Neubrandenburg   | BSG Lokomotive Prenzlau     |
| Potsdam          | BSG Motor Hennigsdorf       |
| Ost-Berlin       | BSG Motor Köpenick          |
| Frankfurt (Oder) | BSG Motor Eberswalde        |
| Magdeburg        | BSG Einheit Burg            |
| Halle            | BSG Chemie Buna Schkopau    |
| Leipzig          | BSG Motor Altenburg         |
| Cottbus          | BSG Aktivist Schwarze Pumpe |
| Dresden          | BSG Motor Görlitz           |
| Karl-Marx-Stadt  | BSG Motor Brand-Langenau    |
| Erfurt           | BSG Motor Nordhausen West   |
| Gera             | BSG Motor Zeiss Jena        |
| Suhl             | ASG Vorwärts Meiningen      |

## Aufstiegsrunde zur DDR-Liga-Saison 1965/66
Sechs Mannschaften aus den 15 Bezirksligen stiegen zur nächsten Saison in die DDR-Liga auf. In drei Gruppen zu je fünf Mannschaften, ermittelten die Bezirksmeister die Aufsteiger. Die beiden Erstplatzierten jeder Gruppe stiegen auf.

### Gruppe A
In der Gruppe A spielten die Meister aus den Bezirken Rostock, Neubrandenburg, Frankfurt (Oder), Cottbus und Ost-Berlin.

Abschlusstabelle
| Pl. | Mannschaft                  | Sp. | S | U | N | Tore    | Diff. | Punkte |
| --- | --------------------------- | --- | - | - | - | ------- | ----- | ------ |
| 1.  | BSG Aktivist Schwarze Pumpe | 4   | 3 | 0 | 1 | 012:600 | +6    | 06:20  |
| 2.  | BSG Motor Köpenick          | 4   | 3 | 0 | 1 | 009:400 | +5    | 06:20  |
| 3.  | BSG Motor Wolgast           | 4   | 2 | 0 | 2 | 006:700 | −1    | 04:40  |
| 4.  | BSG Motor Eberswalde        | 4   | 2 | 0 | 2 | 006:700 | −1    | 04:40  |
| 5.  | BSG Lokomotive Prenzlau     | 4   | 0 | 0 | 4 | 005:140 | −9    | 0:80   |

Kreuztabelle

Die Kreuztabelle stellt die Ergebnisse aller Spiele dieser Aufstiegsrunde dar. Die Heimmannschaft ist in der linken Spalte aufgelistet und die Gastmannschaft in der obersten Reihe.
| Gruppe A 30. Mai 1965 – 27. Juni 1965 | Gruppe A 30. Mai 1965 – 27. Juni 1965 |     |     |     |     |     |
| ------------------------------------- | ------------------------------------- | --- | --- | --- | --- | --- |
| 1.                                    | BSG Aktivist Schwarze Pumpe           |     | –   | –   | 4:0 | 5:2 |
| 2.                                    | BSG Motor Köpenick                    | 3:1 |     | 2:0 | –   | –   |
| 3.                                    | BSG Motor Wolgast                     | 1:2 | –   |     | 2:1 | –   |
| 4.                                    | BSG Motor Eberswalde                  | –   | 2:1 | –   |     | 3:0 |
| 5.                                    | BSG Lokomotive Prenzlau               | –   | 1:3 | 2:3 | –   |     |

### Gruppe B
In der Gruppe B spielten die Meister aus den Bezirken Schwerin, Potsdam, Magdeburg, Halle und Leipzig.

Abschlusstabelle
| Pl. | Mannschaft                 | Sp. | S | U | N | Tore    | Diff. | Punkte |
| --- | -------------------------- | --- | - | - | - | ------- | ----- | ------ |
| 1.  | BSG Motor Hennigsdorf      | 4   | 3 | 0 | 1 | 011:300 | +8    | 06:20  |
| 2.  | BSG Chemie Buna Schkopau   | 4   | 2 | 2 | 0 | 009:500 | +4    | 06:20  |
| 3.  | BSG Motor Altenburg        | 4   | 1 | 1 | 2 | 007:100 | −3    | 03:50  |
| 4.  | BSG Lokomotive Wittenberge | 4   | 0 | 3 | 1 | 006:900 | −3    | 03:50  |
| 5.  | BSG Einheit Burg           | 4   | 0 | 2 | 2 | 009:150 | −6    | 02:60  |

Kreuztabelle

Die Kreuztabelle stellt die Ergebnisse aller Spiele dieser Aufstiegsrunde dar. Die Heimmannschaft ist in der linken Spalte aufgelistet und die Gastmannschaft in der obersten Reihe.
| Gruppe B 30. Mai 1965 – 27. Juni 1965 | Gruppe B 30. Mai 1965 – 27. Juni 1965 |     |     |     |     |     |
| ------------------------------------- | ------------------------------------- | --- | --- | --- | --- | --- |
| 1.                                    | BSG Motor Hennigsdorf                 |     | 0:1 | 2:1 | –   | –   |
| 2.                                    | BSG Chemie Buna Schkopau              | –   |     | 4:1 | 1:1 | –   |
| 3.                                    | BSG Motor Altenburg                   | –   | –   |     | 1:1 | 4:3 |
| 4.                                    | BSG Lokomotive Wittenberge            | 1:4 | –   | –   |     | 3:3 |
| 5.                                    | BSG Einheit Burg                      | 0:5 | 3:3 | –   | –   |     |

### Gruppe C
In der Gruppe C spielten die Meister aus den Bezirken Dresden, Karl-Marx-Stadt, Erfurt, Gera und Suhl.

Abschlusstabelle
| Pl. | Mannschaft                | Sp. | S | U | N | Tore    | Diff. | Punkte |
| --- | ------------------------- | --- | - | - | - | ------- | ----- | ------ |
| 1.  | ASG Vorwärts Meiningen    | 4   | 3 | 0 | 1 | 008:500 | +3    | 06:20  |
| 2.  | BSG Motor Görlitz         | 4   | 3 | 0 | 1 | 008:900 | −1    | 06:20  |
| 3.  | BSG Motor Zeiss Jena      | 4   | 2 | 1 | 1 | 009:500 | +4    | 05:30  |
| 4.  | BSG Motor Brand-Langenau  | 4   | 1 | 1 | 2 | 005:700 | −2    | 03:50  |
| 5.  | BSG Motor Nordhausen West | 4   | 0 | 0 | 4 | 005:900 | −4    | 0:80   |

Kreuztabelle

Die Kreuztabelle stellt die Ergebnisse aller Spiele dieser Aufstiegsrunde dar. Die Heimmannschaft ist in der linken Spalte aufgelistet und die Gastmannschaft in der obersten Reihe.
| Gruppe C 30. Mai 1965 – 27. Juni 1965 | Gruppe C 30. Mai 1965 – 27. Juni 1965 |     |     |     |     |     |
| ------------------------------------- | ------------------------------------- | --- | --- | --- | --- | --- |
| 1.                                    | ASG Vorwärts Meiningen                |     | –   | 1:0 | 2:0 | –   |
| 2.                                    | BSG Motor Görlitz                     | 3:2 |     | 2:6 | –   | –   |
| 3.                                    | BSG Motor Zeiss Jena                  | –   | –   |     | 2:2 | 1:0 |
| 4.                                    | BSG Motor Brand-Langenau              | –   | 0:1 | –   |     | 3:2 |
| 5.                                    | BSG Motor Nordhausen West             | 2:3 | 1:2 | –   | –   |     |